# ISO 50001
ISO 50001 («Energy management systems — Requirements with guidance for use») — міжнародний стандарт, створений Міжнародною організацією зі стандартизації для управління енергосистемами, який визначає вимоги для встановлення, впровадження, супроводу та покращення системи енергоменеджменту, метою якої є дозволити організації слідувати системному підходу у досягненні послідовного покращення енергосистеми, включаючи енергоефективність, енергобезпеку та енергоспоживання.
Стандарт ISO 50001 забезпечує будь-яку організацію, незалежно від її розміру, територіального або географічного положення, повноцінною стратегією дій у менеджерській та технічних областях з метою підвищення ефективності енергосистеми організації.
Стандарт має високий ступінь сумісності з ISO 9001 та ISO 14001.

## Розробка
Основним фундаментом стандарту ISO 50001 стали американський стандарт ANSI/MSE 2000:2008, корейський стандарт KS A 4000:2007 та стандарти низки європейських країн у галузі енергоменеджменту (на основі яких було створено європейський стандарт EN 16001). Прийняттю стандарту ISO 50001 передувала скрупульозна робота з аналізу існуючого досвіду та прийняття збалансованих рішень. У ході обговорень концепцій національних стандартів енергоменеджменту перевагу віддали американській моделі, в якій є відображення досягнутого досвіду інших країн.
Основні етапи розробки стандарту: Весна 2008 р. — США ініційовано створення Технічного комітету ІСО/ТК 242 Energy Management, секретаріат якого очолив Американський Національний Інститут Стандартів (ANSI) та Бразильська Асоціація технічних норм (ABNT).
Вересень 2008 р. — 1-е пленарне засідання у Вашингтоні: делегати з 25 країн світу, а також представники Організації ООН з промислового розвитку (UNIDO) представлений 1-й Робочий проект (Working Draft, WD1).
Березень 2009 р. — 2-е пленарне засідання у Ріо-де-Жанейро: 73 делегати з 19 країн світу, на 21 стор. тексту 2-го Робочого проекту (WD2) обсяг запропонованих поправок склав понад 150 сторінок.
Листопад 2009 р. — третє пленарне засідання в Лондоні: рекордна кількість коментарів — 754. З них близько 200 мали редакційний характер, 150 — загальний характер, понад 400 — технічні зауваження.
Жовтень 2010 р. — 4-те пленарне засідання у Пекіні: З більш ніж 40 країн, що взяли участь у голосуванні, 5 європейських країн (Франція, Велика Британія, Німеччина, Італія та Іспанія) проголосували «проти» представленого проекту ISO/DIS 50001, що сповільнило роботу над текстом.
З березня до травня 2011 р. — Остаточне голосування за фінальним проектом ISO/FDIS 50001: жодного голосу не було подано «проти» і лише 2 країни утрималися.
Стандарт ISO 50001 був опублікований 15 червня 2011.
Друге видання стандарту 2018-08 — нова редакція ISO 50001:2018 скасовує та замінює перше видання (ISO 50001:2011).

## Актуальність енергозбереження
Однією з головних причин необхідності підвищення енергоефективності та енергозбереження є виснаження природних ресурсів. В даний час обмеженість енергоресурсів так чи інакше зачіпає всі держави і стає проблемою глобального масштабу. Актуальність зміни ставлення до енергоресурсів пов'язана з високою енергоємністю продукції. Ця проблема, у свою чергу, тягне за собою такі наслідки як неефективність економіки, неконкурентоспроможність продукції, мала реалізація на світових та внутрішніх ринках, витрати на експорт, закриття малоефективних підприємств та ін.
Ще однією важливою причиною підвищення енергоефективності та енергозбереження є забруднення навколишнього середовища, зокрема, гази, що виділяються в атмосферу при спалюванні викопного вуглеводневого палива, здатні викликати парниковий ефект .
Впровадження системи енергоменеджменту дозволяє вирішувати ці проблеми.

## Переваги застосування
Сертифікація відповідно до стандарту ISO 50001 передбачає:
- Прозорість та об'єктивність оцінки ефективності енергоспоживання.
- Скорочення витрат.
- Можливість участі у тендерах . Наявність обов'язкового на багатьох міжнародних ринках сертифікату.
- Зміцнення іміджу та репутації організації.
- Підвищення конкурентоспроможності організації. Придбання маркетингового інструменту для залучення більшої кількості споживачів та партнерів.
- Зниження забруднення довкілля та збереження природних ресурсів.

## Методологія
Стандарт ISO 50001 містить основні вимоги до організацій:
- розробка політики найефективнішого використання енергії;
- коригування мети та завдання відповідно до політики;
- використання даних для більш повного розуміння того, як краще використовувати енергію, та для прийняття відповідних рішень;
- вимірювання результатів;
- аналіз того, наскільки добре працює політика;
- постійне покращення енергетичного менеджменту.

Стандарт грунтується на методології, відомій як цикл постійного поліпшення PDCA :
– планування (plan) — проведення енергетичного аналізу та визначення базових критеріїв, показників енергетичної результативності, постановка цілей, завдань та розробка планів заходів, необхідних для досягнення результатів, які покращать енергетичну результативність відповідно до енергетичної політики організації;
– здійснення (do) — запровадження планів заходів у галузі енергетичного менеджменту;
– перевірка (check) — моніторинг та вимірювання процесів та ключових характеристик операцій, що визначають енергетичну результативність, щодо реалізації енергетичної політики та досягнення цілей у галузі енергетики, та повідомлення про результати;
- дія (act) — прийняття дій щодо постійного поліпшення результативності діяльності в галузі енергетики та системи енергетичного менеджменту.